# Jang Jin-young (cantante)
Jang Jin-young (hangul: 장진영 (); Chuncheon, Gangwon, 1 de julio de 1983) es un cantante y profesor de canto surcoreano, conocido por ser exmiembro y exlíder del grupo masculino surcoreano Black Beat. Actualmente, trabaja como profesor de canto en SM Entertainment. En 2013, abrió su propia empresa para clases de canto, A-Top Company, con la que ha entrenado a artistas como Aespa, EXO, Red Velvet y Dean, y actualmente es su director ejecutivo.

## Carrera
Jang Jin-young debutó como miembro y líder del grupo masculino surcoreano Black Beat, formado por SM Entertainment en 2002. El grupo lanzó su primer álbum titulado Volume 1 – Black Beat #2002 - The First Performance #001 el 3 de noviembre de 2002, pero se terminó disolviendo en 2007. También formó parte del dúo musical "by JINSUNG", antes de debutar en 2011 como solista con el lanzamiento del sencillo "시간이 흐른 뒤 (Another Time)" y el miniálbum Vocalist.
En 2013, fundó su propia empresa para clases de canto, A-Top Company, y se convirtió en su director ejecutivo. Desde entonces, la empresa ha entrenado a grupos y artistas como Aespa, EXO, Red Velvet y Dean.
Participó como profesor de canto en el reality show de supervivencia K-pop Star, y ganó popularidad en 2017 después de aparecer en la segunda temporada de Sister's Slam Dunk, donde se ganó el apodo de "Mr. Serious" por su estilo de entrenamiento. El 23 de junio, colaboró con The Barberettes para la canción "Stranger's Love", que se lanzó como parte de la segunda temporada de SM Station, un proyecto especial de música digital en el que SM Entertainment lanzaba un sencillo cada semana. En julio, se convirtió en profesor de canto para el reality show de supervivencia de Mnet Idol School, junto con Bada, miembro de S.E.S.
En 2023, apareció como profesor de canto en el reality show de supervivencia Fantasy Boys de MBC.

## Vida personal
En abril de 2017, Jang Jin-young anunció sus planes de casarse con su novia, la actriz Kang Hae-in, en octubre. Se casaron el 21 de octubre en una ceremonia a la que asistieron sus familiares, amigos y otros artistas de SM Entertainment.

## Discografía

### Extended plays
| Título   | Detalles del álbum                                                                                | Referencias |
| -------- | ------------------------------------------------------------------------------------------------- | ----------- |
| Vocalist | - Lanzamiento: 13 de julio de 2011 - Discográfica: Independiente - Formatos: CD, descarga digital | [ 1 ]       |

### Sencillos
| Año  | Sencillo                                | Referencias |
| ---- | --------------------------------------- | ----------- |
| 2012 | "시간이 흐른 뒤 (Another Time)"         | [ 1 ]       |
| 2012 | "Vocalist"                              | [ 1 ]       |
| 2017 | "Stranger's Love" (con The Barberettes) | [ 7 ]       |

## Filmografía

### Programas de televisión
| Año       | Título            | Difusión | Papel             | Referencias |
| --------- | ----------------- | -------- | ----------------- | ----------- |
| 2011-2012 | K-pop Star        | SBS      | Profesor de canto | [ 6 ]       |
| 2017      | Unnie's Slam Dunk | KBS2     | Profesor de canto | [ 6 ]       |
| 2017      | Idol School       | Mnet     | Profesor de canto | [ 8 ]       |
| 2023      | Fantasy Boys      | MBC      | Profesor de canto | [ 9 ]       |